# Hamlet (cráter)

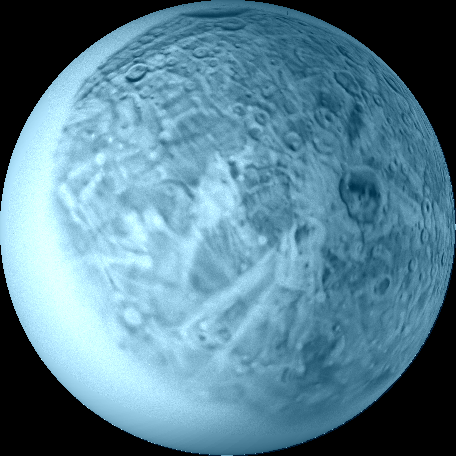
Mapa de Oberón. La zona oscura al centro de la derecha es Hamlet.

Hamlet es el mayor cráter de la luna de Urano Oberón. Tiene un diámetro de 206 km y fue nombrada en honor del personaje de la obra homónima de William Shakespeare Hamlet. El cráter tiene una superficie oscura, rodeada de un brillante sistema de rayos, formados por material eyectado durante el impacto que lo formó. La naturaleza del material oscuro de su interior es desconocida, pero se presume que puede ser material volcánico. 
El cráter fue fotografiado por primera vez por la sonda Voyager 2 en enero de 1986.
Se encuentra en la posición 46°06′S 44°24′E / -46.1, 44.4.